# The Best of The Doors (1985)
The Best of The Doors è una raccolta dei Doors pubblicata nel 1985.

## Descrizione
È composta da 19 tracce divise in due dischi; è l'album con le maggiori vendite del gruppo.
LA versione in CD presenta un brano aggiuntivo rispetto alle versioni in vinile e in cassette, Alabama Song (Bertolt Brecht, Kurt Weill)

## Tracce

### Disco 1
1. Break on Through (To the Other Side) – 2:27
2. Light My Fire – 7:07
3. The Crystal Ship – 2:32
4. People Are Strange – 2:09
5. Strange Days – 3:08
6. Love Me Two Times – 3:14
7. Five to One – 4:25
8. Waiting for the Sun – 3:58
9. Spanish Caravan – 2:57
10. When the Music's Over – 10:56

### Disco 2
1. Hello, I Love You – 2:15
2. Roadhouse Blues – 4:02
3. L.A. Woman – 7:49
4. Riders on the Storm – 7:10
5. Touch Me – 3:11
6. Love Her Madly – 3:17
7. The Unknown Soldier – 3:23
8. The End – 11:42

## Formazione
- Jim Morrison – voce
- Ray Manzarek – organo, pianoforte, tastiera, basso
- John Densmore – batteria
- Robby Krieger – chitarra
- Jerry Scheff – occasionalmente chitarra basso

## Classifica
- Billboard Music Charts (Nord America)

### Album
| Anno | Chart      | Posizione |
| ---- | ---------- | --------- |
| 1985 | Pop Albums | 32        |

## Curiosità
- Alla fine del 1989 The Best of The Doors fu ripubblicato in Italia, giungendo come massimo piazzamento all'ottava posizione nella classifica dei 33 giri più venduti[10], per poi risultare il 47º degli album più acquistati nel 1990[10].